# Büdinger Wald

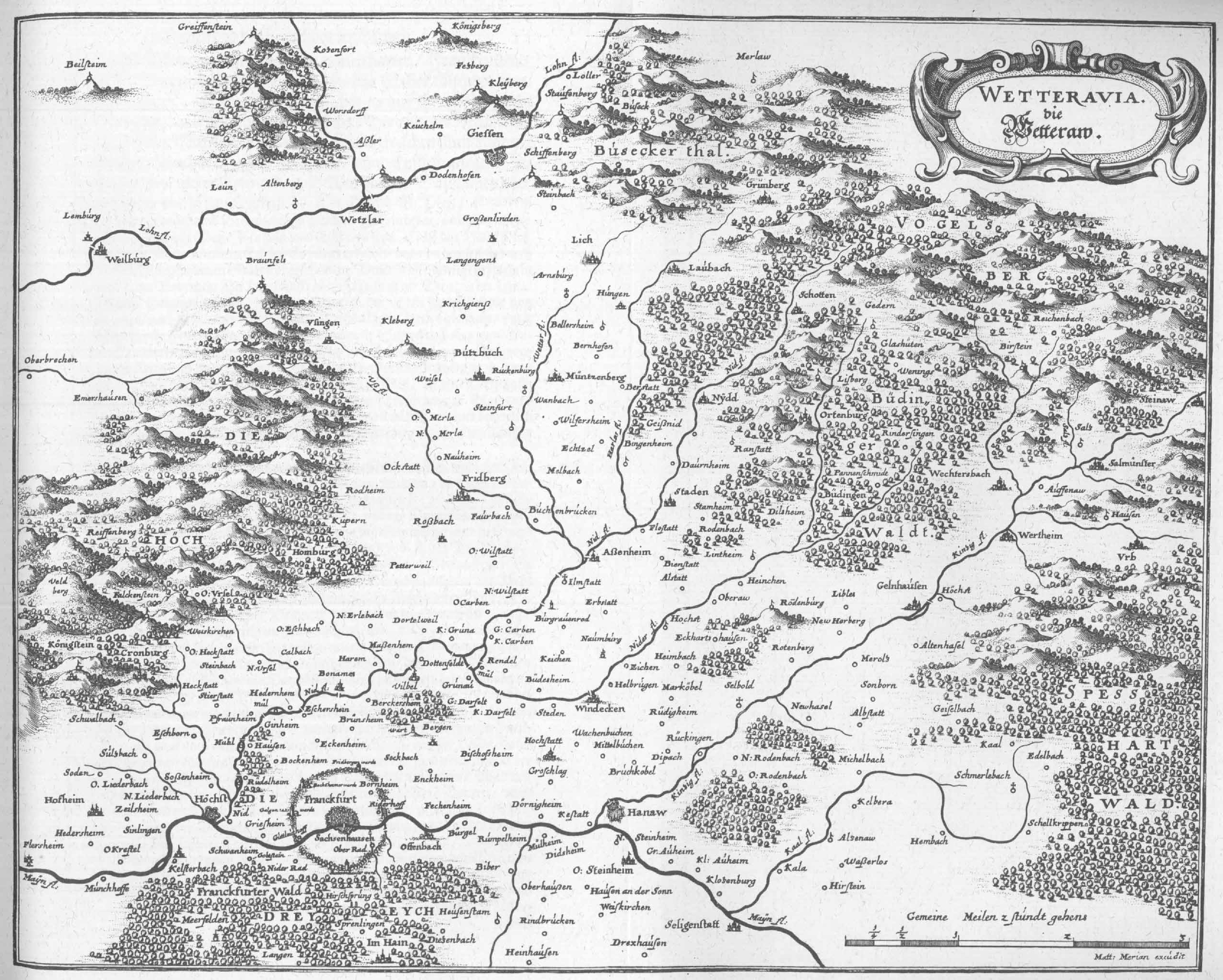
Wetterau und Büdinger Waldt in der Topographia Hassiae et regionum vicinarum von Matthäus Merian

Der Büdinger Wald ist eine Waldlandschaft und ein Naturraum am rechten Rand des mittleren Kinzigtales in Hessen. Unterbrochen von Straßen oder Flüssen schließen sich im Norden, Osten und Süden (Spessart) weitere ausgedehnte Wälder an. Der nordwestliche kleinere Teil gehört politisch zum Wetteraukreis, der größere südöstliche zum Main-Kinzig-Kreis; historisch-politisch gehörte das Gebiet zur Wetterau.
Anders als der Name vermuten lässt, hat der Büdinger Wald nie zur Stadt Büdingen gehört. Vielmehr geht der Name auf die Isenburg-Büdinger Grafen zurück. Historisch war er als Reichswald ein Zubehör der königlichen Pfalz Gelnhausen. Schon im Mittelalter ging er als Reichslehen an die Burggrafen von Gelnhausen und spätestens zwischen 1461 und 1511 an Ludwig II., Graf von Ysenburg, Herr von Büdingen und Birstein. Nach über 300 Jahren unter der Verwaltung der Büdinger Grafen ist er durch Allodifizierung (1812, die Echtheit der Allodifizierungsurkunde ist allerdings umstritten) tatsächlich in das Eigentum der Grafen zu Ysenburg und Büdingen bzw. ihrer Speziallinien (Nebenlinien) gelangt. Diese Eigentumsverhältnisse änderten sich erst 2006 grundlegend, als nach einem Konkurs der Isenburg-Büdinger Forstbetriebe die Forstgesellschaft Constantia Forst GmbH neuer Eigentümer des Waldes wurde.
Die Büdinger Grafen (seit 1725 drei Speziallinien: in Büdingen, in Meerholz und in Wächtersbach) waren zur Zeit des alten deutschen Reiches Mitglieder im Wetterauer Grafenverein, nach dessen Auflösung nach 1803 im 19. Jahrhundert zwischen 1806 und 1813 Standesherren im Fürstentum Isenburg und ab 1816 in den beiden Staaten des Deutschen Bundes unter den Großherzögen von Hessen-Darmstadt und den Kurfürsten von Hessen-Kassel (nach der Vereinigung – Annexion – Kurhessens mit Preußen, ab 1868 zur preußischen Provinz Hessen-Nassau) und den preußischen Königen.
Nach der Staatsumwälzung 1918/19 infolge der Novemberrevolution, verblieb der nordwestliche Teil im Kreis Büdingen (Provinz Oberhessen des Volksstaates Hessen), der südöstliche Teil bis 1944 im Kreis Gelnhausen (Provinz Hessen-Nassau des Freistaates Preußen) und gehörte nach der Auflösung dieser Provinz ab 1. Juli 1944 zur preußischen Provinz Nassau (Anpassung an die Struktur der Reichsverteidigungsbezirke); die Kreiszugehörigkeit änderte sich auch nach der Bildung von Groß-Hessen am 18. September 1945 und Hessen (1946) als neuem Staat in der US-Besatzungszone nicht (das Besatzungsstatut endete erst am 5. Mai 1955). Die Kreiszugehörigkeit blieb bis zur Gemeindegebietsreform 1972/74 unverändert, dabei ging dann der Kreis Büdingen im Wetteraukreis und der Kreis Gelnhausen im Main-Kinzig-Kreis auf.

## Grenzen
Die Grenzen des naturräumlichen Büdinger Waldes sind von denen des historischen Reichswaldes verschieden:
Naturräumlich bezeichnet der Büdinger Wald das Gebiet südlich vom durchgängigen Basaltschild des Vogelsbergs bis zum Tal der Kinzig zwischen Steinau (Osten) und Gelnhausen (Süden) und über die namengebende Stadt Büdingen vorspringend nach Nordwesten bis in die Gegend von Stockheim und Glauburg. Obgleich orographisch die Vogelsberg-Südabdachung, stellt der Büdinger Wald (nördlich der Kinzig) geologisch eine nordwestliche Fortsetzung des sich südöstlich anschließenden Sandsteinspessarts dar.
Davon weicht die historisch als Büdinger Wald bezeichnete Landschaft etwas ab und reicht insbesondere im Nordwesten und Osten nicht ganz so weit, ist allerdings im Zentralteil etwas umfangreicher. Sie umfasst das Gebiet in den Grenzen des früheren Reichslehens (Wald des Reiches) unter den Grafen (nach dem Untergang des alten deutschen Reiches als Standesherren in Büdingen 1840 und in Wächtersbach 1865 Fürsten) von Ysenburg und Büdingen zwischen den Städten Büdingen, Wächtersbach und Gelnhausen. Dessen Grenzen sind im Wesentlichen historisch bestimmt durch das Grenzweistum von 1377. Es sind Wasserläufe: Im Norden der heute durch die Stadt Büdingen fließende Seemenbach (im Mittelalter war er die Südgrenze der Stadt), im Osten die Bracht (Gemeinde Brachttal und Stadt Wächtersbach), im Süden die Kinzig; die Westgrenze ist nicht genau bezeichnet, verläuft aber fast an der Bundesstraße 457 nördlich von Gründau-Lieblos nach Büdingen.
Die administrative Ein- und Zuteilung der unterschiedlichen Teile des Waldes war früher (bis ins 20. Jh.) zum kleineren Teil den in und um ihm liegenden Dörfern als Gemeindegemarkung, zum größeren Teil den verschiedenen Gutsbezirken (die herrschaftlichen [Guts-]Höfe und die Waldgrundstücke waren gemeindefreie Gebiete) zugeteilt. Der größte Teil der Gutsbezirke ist im 20. Jh. aufgelöst und in die Gemeindegemarkungen eingegliedert worden.

## Geographie

### Naturraum
Naturräumlich wird der Büdinger Wald als eine von sechs Haupteinheiten (Kennziffer 143) der Gruppe Odenwald, Spessart und Südrhön (14) eingestuft. Der 201,68 km² große Naturraum bildet ein recht einheitliches Gefüge und wird – als eine von bundesweit nur ganz wenigen Haupteinheiten – nicht weiter in Untereinheiten gegliedert.

### Geologie
Innerhalb des Südwestdeutschen Schichtstufenlandes (Großlandschaft 2. Ordnung) repräsentiert der Büdinger Wald – wie der Großteil der Odenwald-Spessart-Gruppe – die Schichtstufe des Buntsandsteins. Lediglich an seinem Stufenrand treten Zechsteinablagerungen zutage. Die Oberrotliegend-Stufe des sich westlich anschließenden Ronneburger Hügellandes überragt er um rund hundert Meter.
Der Basaltsteinbruch Breitenborn in Breitenborn A. W. (ab 1972 Ortsteil von Gründau) war mit 143 Hektar der größte in den alten Bundesländern. Inzwischen werden Teile nicht mehr genutzt und vor der Renaturierung verfüllt.
Das Gebiet ist im Süden reich an Sandsteinbrüchen. Augenfällig sind die Brüche von Gründau-Lieblos über Gelnhausen bis nach Wächtersbach, die man sowohl von der Bahnstrecke Frankfurt–Göttingen wie von der Bundesautobahn 66 aus gut sehen kann. Auch im Inneren des Waldes wurde früher Sandstein und in Gettenbach (Eichelkopf) und Breitenborn Basalt gebrochen.
Geologisch wird der kleinere nördliche Teil dem Vogelsberg zugeordnet (Basalt), der größere südliche dem Spessart (Sandstein).

### Landschaft

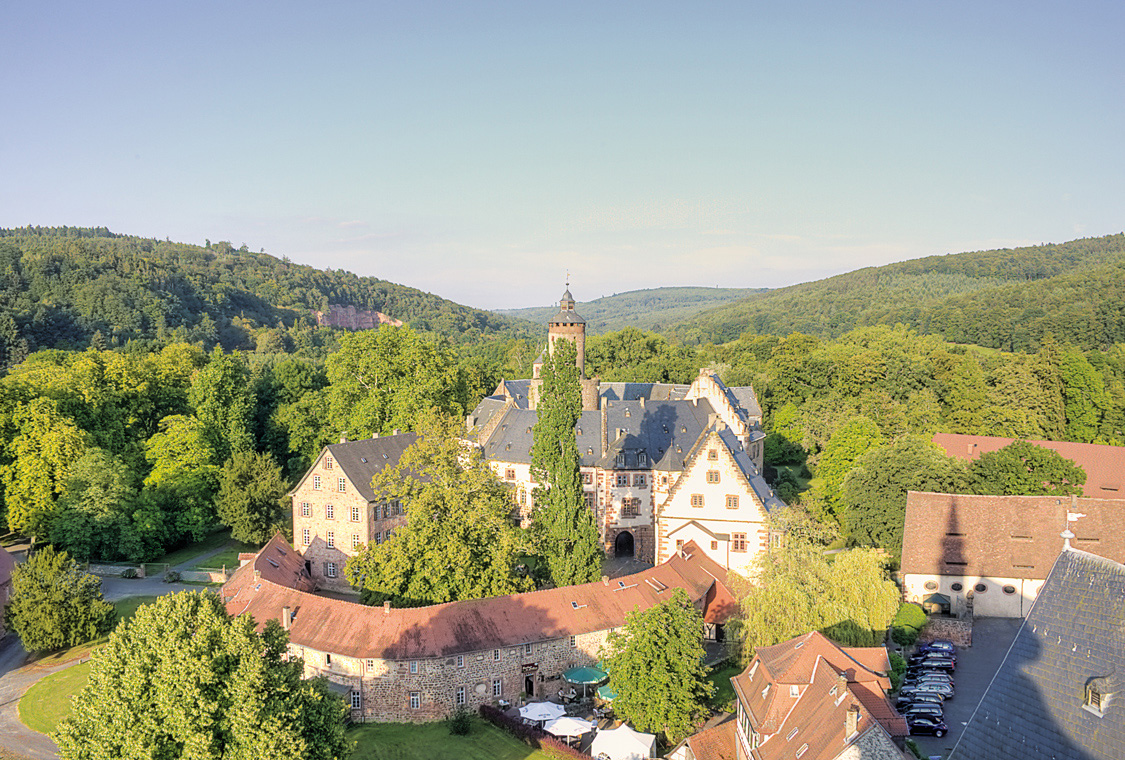
Schloss Büdingen vor dem Büdinger Wald

Als Südabdachung des einige hundert Meter höheren Vogelsbergs ist der Büdinger Wald kein eigenständiges Gebirge; er überragt aber Kinzig und Ronneburger Hügelland deutlich. Parallel zum Stufenrand verläuft die sehr junge Hebungsachse des Büdinger Waldes. Sie steigt von 320 m im Westen bis auf 380 m. Westlich von Wächtersbach liegen die größten Höhen um 420 m, während die Hochfläche im östlich gelegenen Brachttal wieder um etwa 50 m abfällt. Die östlichen Höhenlagen werden von Flutbasalten bedeckt, die entweder isolierte Lappen sind oder zungenförmig vom Vogelsberg übergreifen. Auf diesen magmatischen Gesteinen sind vorwiegend mittel- bis flachgründige, steinige Böden entstanden, die eine sandig-grusige bis tonige Beschaffenheit aufweisen. Den größeren Teil des Büdinger Waldes nimmt aber die Sandsteintafel der Hochfläche ein, die das Ausgangsgestein für die dortigen mittel- bis tiefgründigen lehmigen und anlehmigen Sande bildet. In den Talgründen liegen Auelehme.
Die vom Vogelsberg kommenden, tief eingeschnittenen Flüsse und Bäche (siehe Liste unten) gliedern den bewaldeten Buntsandstein in verschiedene Riedel. Die höchsten Erhebungen liegen dabei im Abschnitt zwischen der Gründau und der Bracht, welcher nach Süden bis zum Kinzigtal reicht (Hammelsberg 415,6 m, Vier Fichten 406,2 m). Ganz allgemein liegt das Kerngebiet zwischen Seemenbach (Nordwest), Kinzig (Süd) und Bracht (Nordost) bzw. zwischen Büdingen (Nordwest), Gelnhausen (Süd), Wächtersbach (Südost) und Wittgenborn (Nordost). Von dieser 11 bis 12 km Durchmesser einnehmenden Basis ausgehend, zieht sich ein 4 bis 5 km breiter Streifen senkrecht zu den Tälern nach Nord(nord)westen und ein sich verjüngender Streifen am rechten Kinzigufer entlang nach Nordosten, von welchem sich am Brachttal ein etwas breiterer Buntsandsteinsaum beiderseits des Ufers nach Norden zieht. Aufgrund dieser auffälligen Form kann der Naturraum auch auf Luftbildern leicht identifiziert werden, da er im Westen und Norden an nur inselhaft bewaldete Gebiete stößt und auch das Kinzigtal im Südosten einen schmalen Saum breit unbewaldet ist.
Das die Landschaft prägende, zusammenhängende Waldgebiet des Büdinger Waldes hat heute eine Fläche von 8500 Hektar, die auf den Gemeindegebieten von Ortenberg (Norden), Kefenrod (kleinere Anteile im östlichen Norden), Büdingen (Zentrum), Gründau (südwestlich des Zentrums), Gelnhausen (Süden), Wächtersbach (Osten), Brachttal (nördlich davon), Bad Soden-Salmünster (Nordosten) und Steinau an der Straße (äußerster Nordosten) liegen. Der Wald setzt sich (2010) aus den Baumarten Buche (34 %), Fichte (29 %), Douglasie (11 %), Lärche (9 %), Eiche (6 %), Buntlaubhölzer (3 %) und sonstigem Laubholz (8 %) zusammen. Die von der Constantia Forst GmbH bewirtschaftete Fläche von ca. 9250 ha (gesamt) umfasst neben der Waldfläche auch noch 300 ha Wiesen, 125 ha Steinbrüche, 35 ha Ackerflächen, 25 ha Wasserfläche, es gibt darin 500 km befestigte Waldwege und acht Waldhütten.

## Geschichte

### Reichswald
Der Büdinger Wald ist als geschlossener Bereich seit dem Mittelalter nachweisbar. Eine Einrichtung als Reichsforst wird für das letzte Drittel des 12. Jahrhunderts angesetzt, gleichzeitig mit weiteren staufischen Gründungen in der Wetterau und der Erbauung der Kaiserpfalz Gelnhausen. Die Staufer sahen sich als Erben der Grafen von Selbold (Stammsitz Langenselbold), die später auch als Grafen von Gelnhausen (1155 ausgestorben) bezeichnet werden. Die mittelalterlichen Waldrechte sind 1380 im Weisthum des Büdinger Waldes ausführlich beschrieben.
Der Büdinger Wald war ein dem Reich zugeordneter Wald (ähnlich den übrigen Reichswäldern, wie z. B. Aachen, Dreieich, Kaiserslautern, Kleve, Nürnberg, Unterelsaß). Die Formulierung im Waldweistum daz das riche oberster merker sii ubir den walt knüpft an die Weistümer zu den anderen Reichswäldern an und lässt hinsichtlich der Einzelheiten verschiedene Schlüsse zu. Die mit dem Reichslehen verbundenen Rechte, besonders das Recht zur Rodung, erlaubten es den Herren von Büdingen, zwischen Vogelsberg und Wetterau ein zusammenhängendes Herrschaftsgebiet um die Burgen Büdingen, Ortenberg und Staden im Norden, Wächtersbach und Gelnhausen im Süden aufzubauen.
Als Herren werden im Waldweistum von 1380 die Ysenburger sowie die bald darauf nicht mehr beteiligten Trimberger (1376 ausgestorben) genannt. Das Recht der Ysenburger als Haupterben der Büdinger (Ludwig 1258–1302 od. 1318 ein Sohn Heinrichs des Jüngeren von Isenburg-Grenzau war mit Hedwig, der Erbtochter von Büdingen, verheiratet) scheint sich nach dem Waldweistum zunächst auf ein Amt über den Wald als Jurisdiktionsbezirk (in den früheren Sinne, wie heute noch im Völkerrecht: Verwaltung und Gerichtsbarkeit) beschränkt zu haben. Sie hatten hauptsächlich den Wald zu schützen, ohne dass damit in dieser Zeit ein Besitz oder Eigentum im heutigen Sinne verbunden gewesen wäre. Das Waldweistum lässt erkennen, dass die wesentlichen Nutzungsrechte bei dem Forstmeister und den zwölf reitenden Förstern lagen.
Erst später gelang es den Isenburgern, die Rechte (das Lehen) des Forstmeisters (von der Familie Forstmeister von Gelnhausen) und der Förster nach und nach an sich zu bringen und die Forsthoheit (Gebietsherrschaft, Territorialgewalt) zu erlangen. Dieser Prozess war am Ende des 15. Jahrhunderts abgeschlossen. Über Jahrhunderte war der zweitgrößte Waldbesitz Hessens so genanntes Untereigentum der Grafen und späteren Fürsten von Ysenburg und Büdingen (nach Teilungen der Grafschaft bzw. des Fürstentums in die Stammteile: „Ysenburg und Büdingen in Büdingen“, „Ysenburg und Büdingen in Meerholz“ und „Ysenburg und Büdingen in Wächtersbach“). Erst nach der Übertragung der Souveränität („exerceront tous les droits de souveraineté“ …werden alle Souverainetätsrechte ausüben…) auf Fürst Carl Friedrich zu Isenburg in Offenbach (nach Artikel 24 Abs. 11 der Rheinbundakte von 1806: „sur les possessions des Comtés d´Isenbourg-Budingen, Waechtersbach et Meerholz“  … über die Besitzungen der Grafen von Isenburg-Büdingen, Wächtersbach und Meerholz) soll dieser als Souverän am 31. Dezember 1812 durch die Allodifikation das Lehen in ein Allod (= keinen Beschränkungen unterliegendes Familiengut) seiner Standesherren umgewandelt haben, später ein Familienfideikommiss. Die soziale Lage der Einwohner der berechtigten Gemeinden war vielmehr durch andere Umstände verschlimmert worden. Nach dem Aussterben von zwei der drei „Speziallinien“ (Nebenlinien) ist der Wald (abgesehen von den Rodungen für die eingeforsteten Dörfer) seit 1941 wieder in einer Hand gewesen (Isenburg/Ysenburg und Büdingen/ab 2006, nach der Insolvenz, die Forstgesellschaft Constantia Forst GmbH). Die Grenzen des ehemaligen Reichswaldes haben sich weitgehend bis heute erhalten.

### Wildbann
Neben der königlichen Waldmark (Reichswald) der Staufer aus dem Mittelalter gab es noch einen zu diesem Wald gehörenden Jagd- und Wildbann (Bannforst), der weit über die Grenzen des Reichswaldes hinausging, aber gleichwohl als Wildbann Büdinger Wald bezeichnet wurde.
Die Grenzen des Bannforstes sind folgende: Von der Mündung der Gründau in die Kinzig westlich von Langenselbold der Kinzig aufwärts nach Osten folgend bis zur Mündung der Salz bei Salmünster. Im Osten der Salz folgend bis in die Höhen des Vogelsberges im Gericht Burkhards, von dort nach Westen bis zur Nidder und dieser abwärts folgend bis zur Nidderbrücke nach Altenstadt im Westen. Von dort folgt die Grenze dem „römischen Pfahlgraben“ (Limes) nach Süden bis zur Mündung der Gründau in die Kinzig. Das Gebiet des Wildbanns gehörte bereits bei seiner erstmaligen Abgrenzung im Mittelalter nicht dem Reich, sondern ganz verschiedenen Herren, zum großen Teil auch den Bauern der Dörfer, wenn auch etliche herrschaftliche Höfe vorhanden waren.
Im Westen war der Bannforst nur wenige Kilometer von der Ostgrenze des Wildbanns Dreieich (1420 erwarben die Ysenburger auch einen großen Teil dieses Lehen) entfernt, der wiederum an weitere Reichsforste und Wildbanne im Süden und Westen anschloss. Unmittelbar südlich war der Spessart, ebenfalls Bannforst. Die Geschichte weist damit Ähnlichkeiten zum nahe gelegenen ehemaligen Reichsforst Dreieich (dessen nördlicher Teil ist heute der Frankfurter Stadtwald) und den ihn umgebenden Wildbann auf.
In dem Bannforst stand nur dem König bzw. den von ihm Beauftragten das Jagdrecht zu, ausgenommen waren lediglich reißende Tiere (Bären, Eber, Wölfe), die jeder erlegen durfte. Für die Verfolgung der Jagdfrevel waren die Forstleute zuständig. Wenn sich Schleifspuren fanden, durfte das Forstpersonal die Frevler bis vor die Tore der vier Reichsstädte Friedberg, Frankfurt am Main, Gelnhausen und Wetzlar verfolgen. Der Zuständigkeitsbereich der verschiedenen Lehensträger zeigt die Größe des Einflussgebiets des Büdinger Waldes in der gesamten Wetterau.

### Schlösser und Burgen um den Büdinger Wald

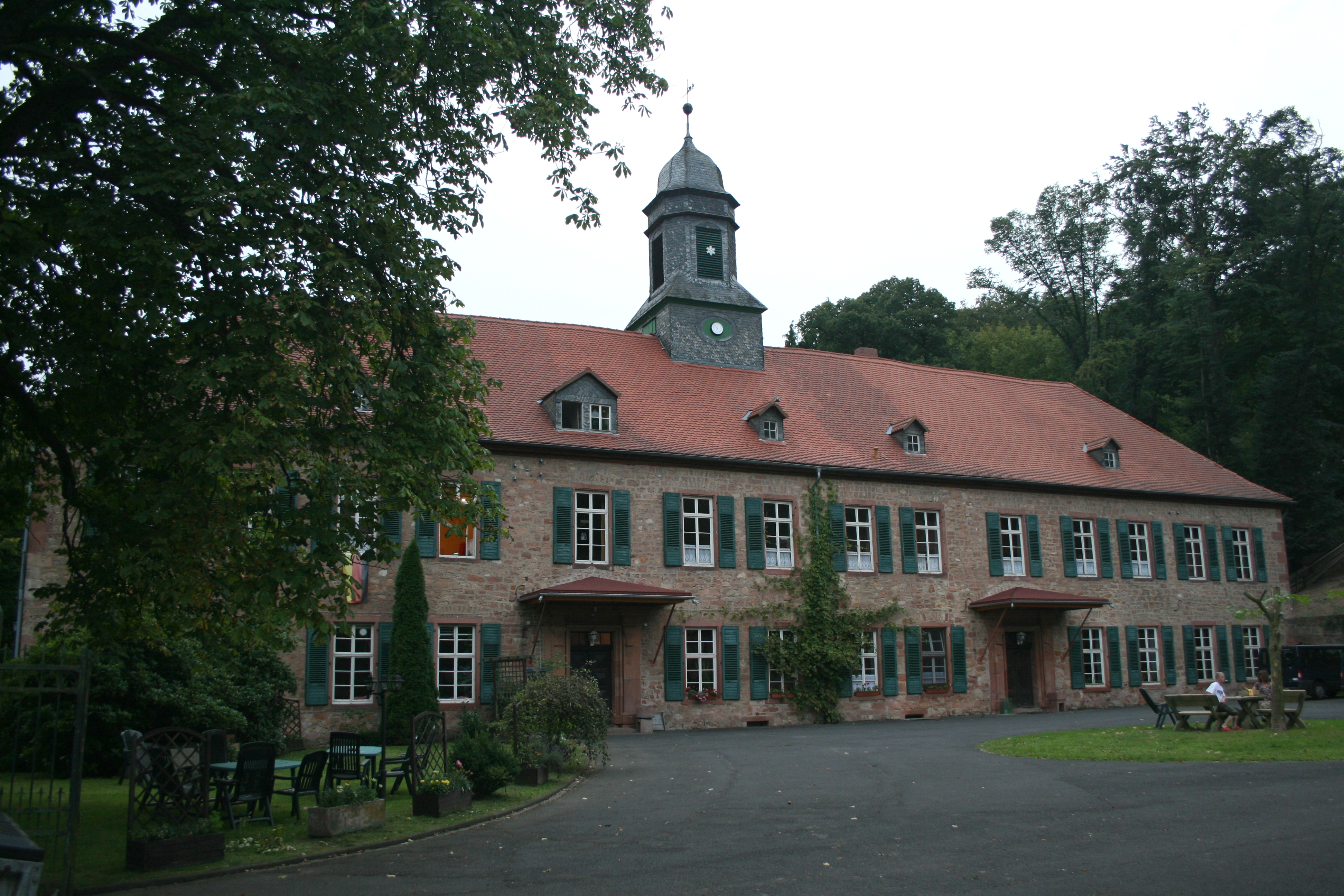
Schloss Gettenbach

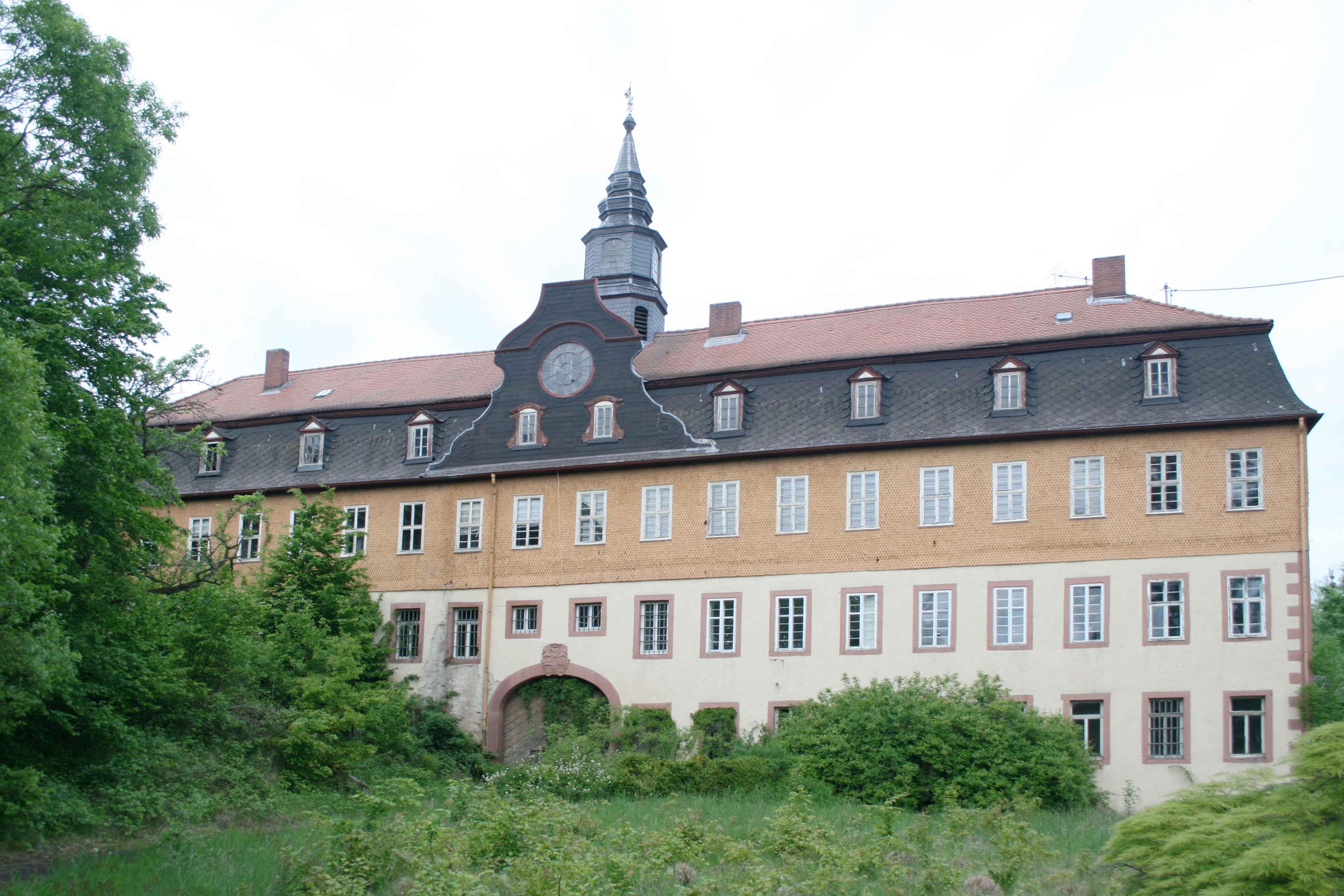
Schloss Eisenhammer von Süden

Neben den vier Wasserburgen in Büdingen, Wächtersbach, Gelnhausen und Spielberg finden sich noch zwei weitere Schlösser im Büdinger Wald: einmal der bereits 1252 und 1377 erwähnte Hof (Hube, die Forsthuben umfassten 25 Hektar Land mit Haus, Scheune und Stall) eines der zwölf reitenden Förster (bis Ausgang des Mittelalters die niederadelige Försterfamilie de Knusse) in Gettenbach und der 1707 errichtete Eisenhammer (mit Hochofen), der die Erzförderung aus der Schürfstelle Schächtelburg (Ortsteil Neuenschmidten der Gemeinde Brachttal), verarbeiten sollte.
Auf dem Gelände des Forsthofs in Gettenbach wurde zwischen 1841 und 1857 ein Jagdschloss gebaut, das von 1944 bis 1957 ein ausgelagertes Krankenhaus (Orthopädische Universitätsklinik Frankfurt am Main) und im Zweiten Weltkrieg ein Heim für den weiblichen Reichsarbeitsdienst aufnahm. Seit 1958 war es zunächst Rehabilitationszentrum, heute ist es ein Wohnheim für behinderte Menschen.
Schloss Eisenhammer wurde 1723 als Verwaltungsgebäude für den Eisenbetrieb errichtet. Nach langjähriger Verpachtung an Buderus wurde dort 1875 ein Sägewerk errichtet, aus dem später eine Möbelfabrik hervorging. Das Schloss steht heute (2011) leer.

### Waldnutzung: Holzrechte und andere Berechtigungen
„In älterer Zeit nannte man Forstrecht (als subjektives Recht) auch die rechtliche Befugnis, in dem einen andern gehörigen Wald Holz-, Mast-, Weide-, Streu-, Gras-, Plaggen- u. andre Nutzungen auszuüben oder von dem Waldeigentümer jährlich oder periodisch gewisse Quantitäten von Waldprodukten (Bau- und Nutzholz je nach Bedarf, Brennholzdeputate, Mastdeputate, Wilddeputate etc.) fordern zu dürfen“. Die Rechte (früher auch Gerechtsame, Gerechtigkeiten o. ä. genannt) der „eingeforsteten“ Dörfer (nach der Gebietsreform in Hessen der 1970er Jahre meist aufgegangen in neugeschaffenen Groß-Gemeinden) sind unterschiedlicher Natur, vor allem waren es Weide- und Laubberechtigungen und Holzrechte.

#### Traditionelle Waldnutzung durch die Dorfbevölkerung
- Nahrung und Kleidung: Beeren, Pilze und Wildbret und Felle
- Haus und Hof: Bau- und Brennholz
- Viehhaltung: Laub, Gras, Streu, „Plaggenhieb“ zur Düngung, Waldweide[34]

Traditionelle Holznutzung bis Anfang des 19. Jahrhunderts

Die wichtigsten Berechtigungen sind in den alten Urkunden besonders genannt:
- Recht auf Waldweide (Hutung)
  - Weide für Rindvieh (nur für die besonders privilegierten Dörfer Gettenbach, Hain-Gründau und Haitz in der Zeit vom 15. April bis 15. Juni zur Weide auf den drei großen Triften Heselersgraben, Rudolfisgraben und Steinulfisgraben[35]),
  - Eintreiben von Schafherden und Mastschweinen (Eckern, Eicheln u. ä.),
  - Eintreiben von Gänseherden,
- Recht auf Laub als Streu (Strohersatz in Ställen) u. a.,
- Recht auf Sammeln von bestimmten Weichhölzern (Urholz[36]) und liegendem Holz (Lagerholz[36]) für den Eigenbedarf (Brennholz zum Heizen im Winter und Kochen); meist war das geforstete Holz von den Rechten ausgeschlossen, dazu gehörte Eychenholtz (Eichen), Buchenholtz (Buchen), Aernholtz (Ahorn), Eschenholtz (Eschen), Arnsbeumen (Elsbeere), Kyrsbeumen (Kirschen), Appelbeumen (Äpfel), Byrbeumen (Birne), Haselbaumen (Haselnuss), Nuszbaumen (Walnuss), Erlinholtz (Erlen),
- Recht auf Bauholz für den Eigenbedarf (Eichen-Stammholz für Schwellen, Läufer, Firstsäulen, Firstbalken).

Im Einzelnen wiesen diese Berechtigungen unterschiedliche Ausgestaltungen auf, z. B. durften noch im 19. Jahrhundert die Einwohner von Gelnhausen, Gettenbach und Haitz für sechs Tage Holz „machen“, die von Breitenborn, Hain-Gründau u. a. nur zwei Tage pro Woche; Gelnhausen durfte Bucheckern und Eicheln mit einem eisernen Hacken (Sauzahn) von den Bäumen ziehen oder schlagen, die anderen Berechtigten nicht einmal mit hölzernen Stangen. Derartige Besonderheiten gab es aber auch in anderen Wäldern mit Holzberechtigungen; diese Art von Berechtigungen scheint es nicht nur im deutschen Rechtsraum gegeben zu haben (z. B. die Holzdörfer im Kreis Stormarn), sondern in ganz Europa, z. B. auch im muslimisch beherrschten Teil.
Allen gemeinsam war, dass die Rechte nicht an Feiertagen und nicht in der Setzzeit vom 12. Mai bis 12. Juni und der Brunstzeit (Brunft) vom 12. September bis 12. Oktober ausgeübt werden durften.
Der Kreis der Berechtigten:

Das Waldweistum von 1380 nennt 13 geforstete Dörfer (mit unterschiedlichen Berechtigungen). Die umfangreichsten Rechte hatten die folgenden fünf Dörfer (die in den Grenzen des Weistums lagen):

Gettenbach, Haitz, Hain-Gründau, Husenbach (ein untergegangener Ort) und (Ober-)Wolferborn.

Außerhalb der Grenzen des Waldweistums lagen:
Allenrod, Büdingen (Burgmänner und Einwohner der ersten Siedlung vor der Burg), Hitzkirchen („diesseits der Bach“), Hellstein, Höfen (bei Burgbracht „diesseits der Bach“), Kefenrod, Vonhausen (nur der Frohnhof), (Unter-)Wolferborn.

Separat wird die „Burg von Gelnhausen“ erwähnt, gemeint ist die kleine ursprünglich selbständige Gemeinde um die Kaiserpfalz Gelnhausen (Ende des 19. Jahrhunderts in die Stadt Gelnhausen eingemeindet). Hingewiesen wird auf die Rechte der Stadt Gelnhausen selbst. Über deren Berechtigungen schloss die Stadt mit den Ysenburgern nach Jahrhunderten teilweise gewaltsamer Auseinandersetzungen bereits im Jahre 1755 einen Vergleich.
Später hinzugekommene Orte:
- Rodungssiedlungen vom 13. bis 16. Jh.: Helfersdorf, Hesseldorf, Leisenwald, Neuenschmidten (mit Schächtelburg), Schlierbach, Spielberg, Streitberg, Wittgenborn und Wächtersbach,
- gezielte Neugründungen der Isenburger Grafen: Breitenborn (Glashütte) und Waldensberg (Waldenser-Ansiedlung),
- Gleichstellungen für die Orte Udenhain und Weilers (links der Bracht, außerhalb der Weistumsgrenzen) und Wirtheim (links der Kinzig, kurmainzisch und außerhalb der Weistumsgrenzen, Ortsteil von Biebergemünd),
- einzelne Höfe: Baumwieser Hof, Bruderdiebacher Hof und Bruderdiebacher Mühle (außerhalb der Weistumsgrenzen, gehören heute zur Stadt Langenselbold), die Höfe Thiergarten und Salinenhof und die Papiermühle in Büdingen, der Hühnerhof (innerhalb der Weistumsgrenzen, Ortsteil Gettenbach von Gründau), der Hof Kaltenborn (innerhalb der Weistumsgrenzen, Stadtteil Haitz von Gelnhausen).[43]

#### Waldnutzung durch Industrie und Gewerbe
Im 18. und besonders im 19. Jahrhundert kam auch die Nutzung für das industrielle Gewerbe hinzu. Die Erlöse hieraus kamen den altberechtigten Untertanen aber nicht zugute, sie gingen ausschließlich an die seit Beginn des 19. Jahrhunderts geschaffenen neuen Berechtigungen, an die Eigentümer (absolutes dingliches Recht):
- Baugewerbe (Haus-, Industrie- und Eisenbahnbau): Bauholz
- Bergbau: Grubenholz
- Seifensiedereien, Glashütten, Bleichen: Pottasche
- Kalk- und Ziegelbrennereien, Brauereien, Salinen: Brennholz
- Eisenindustrie, Schmelzhütten, Hammerwerke: Holzkohle
- Gerbereien: Lohe (Eichenrinde u. a.)[44]

### Ablösung der Rechte
Im 19. Jahrhundert versuchten nahezu alle deutschen Staaten, die aus der Zeit des alten Reiches stammenden Rechte „abzulösen“. Das alte Reich war 1806 mit dem Verzicht des letzten deutschen Kaisers untergegangen und an seine Stelle sind zwischen Rhein und Elbe eine Reihe souveräner Staaten modernen Typs getreten (im Sinne Napoleons, der auch der Protektor dieser Staaten und des Bundes war, den diese in Paris gebildet hatten): die Staaten des Rheinbundes. Der Staat, zu dem der Büdinger Wald gehörte, war das Fürstentum Isenburg. Dessen Souverän soll den Wald 1812 allodifiziert haben und seinen Vettern, den Chefs der isenburgischen „Speziallinien“, den Grafen zu Ysenburg und Büdingen (in Büdingen, in Meerholz und in Wächtersbach, wie sie sich später nannten) zu Eigentum übergeben. Nach dem Untergang dieses Staates 1815 wurde Isenburg 1816 zwischen Hessen-Darmstadt und Hessen-Kassel geteilt. Die rechtliche Grundlage für die Ablösung war im Großherzogtum Hessen (zu dem der nordwestliche Teil des Büdinger Waldes seit 1816 gehörte) die Gemeinheitsteilungs-Ordnung von 1814, im von Preußen 1867 annektierten Kurhessen (zu dem der südöstliche Teil des Waldes gehörte) galt die preußische Verordnung von 1867 und das Ergänzungs- und Abänderungsgesetz zur Verordnung vom 25. Juli 1876. Berechtigt waren um 1880 „theoretisch“ 3333 Familien (= ca. 12.000 Einwohner), deren Bedarf mit jeweils 17–20 Raummetern Losholz berechnet worden ist. Nach dem preußischen Recht war vorrangig eine Geldentschädigung vorgesehen, nach dem Recht von Hessen-Darmstadt eine Teilung der mit den Rechten belasteten Wäldern. Nach den Verhandlungen in den Ablösungskommissionen kam es zu 17 Rezessen in den Jahren 1879 bis 1889. Vor dem Ergänzungsgesetz von 1876 kam es auch zu zwangsweisen Ablösungen durch Entscheidungen der Ablösungskommissionen.

### Insolvenz und Ende des Ysenburger Eigentums
1989 brachte Otto Friedrich Fürst zu Ysenburg und Büdingen den Büdinger Wald in einen Forstbetrieb Fürst zu Ysenburg und Büdingen GbR ein, weitere Gesellschafter waren seine Söhne Johann Ernst und Christian Albrecht sowie sein Enkel Kasimir Alexander. Diese erwarben – kurz vor dem Tode Otto Friedrichs – auch dessen Anteile. Später gingen die Anteile der beiden Söhne Otto Friedrichs auf den Enkel über, der die Waldwirtschaft als Kommanditgesellschaft (KG) betrieb. Während dieser Zeit wurde der Büdinger Wald über seinen Verkehrswert hinaus beliehen.
2005 wurde das Insolvenzverfahren über das Vermögen der Forstbetrieb Fürst zu Ysenburg und Büdingen GbR, Büdingen eröffnet. Der Insolvenzverwalter verweigerte die Erfüllung der in der Zeit zwischen 1879 und 1889 abgeschlossenen Rezesse. Seither sind die Holzrechte nicht mehr bedient worden. Am 31. Mai 2006 veräußerte der Insolvenzverwalter den Büdinger Wald an die ILAG-Forst GmbH mit Sitz in Frankfurt am Main, aus der später die Constantia Forst GmbH geworden ist. Hinter der eigens gegründeten GmbH stehen zwei Investorenfamilien aus Wien.
Um den Fortbestand der zwischen den Kommunen und den Ysenburger Fürsten und dem Grafen in den Jahren 1879 und 1889 geschlossenen Vergleiche (Rezesse), für sich und ihre Nutzungsberechtigten (Gemeindegliedervermögen, § 119 Hessische Gemeindeordnung (HGO)) kostengünstig bzw. -frei Holz aus dem Büdinger Wald zu erhalten, haben die Stadt Büdingen und die Gemeinde Kefenrod nach einem Rechtsstreit hinsichtlich der Eintragung der Losholzrechte als Reallast im Grundbuch für den Wald des Büdinger Stammteils ein im wesentlichen Teil stattgebendes Urteil vor dem Oberlandesgericht in Frankfurt am Main erreicht.

## Infrastruktur

### Straßen
Nur wenige Verkehrswege, von nicht-öffentlichen Holzabfuhrwegen abgesehen, durchschneiden den Wald. Eine einzige Straße von Langenselbold durch das Gründautal aufwärts führt bei einem älteren Forsthaus in der Nähe des Weiherhofs auf die Straße zwischen Wittgenborn und Waldensberg, heute Stadtteile der Stadt Wächtersbach.

### Altstraßen
Durch das Waldgebiet führten zum Teil schon in keltischer Zeit bis zur Verbreitung moderner Kunststraßen vor ca. 1850 eine Reihe von Altstraßen, die heute keine Verkehrswege mehr sind. Altstraßen weisen sich durch andere Kriterien als die modernen Kunststraßen aus: Sie führen nicht durch Täler, sondern über längere Höhenzüge (wegen des Windes nicht auf dem Kamm, sondern am oberen Hang und auf der trockeneren Südseite); sie führen auch nicht durch Orte, meist direkt auf das Ziel zu und möglichst unter Vermeidung unnötigen Auf und Ab. Durch den Büdinger Wald führen folgende Altstraßen:
Antsanvia: Als historische Straße führt die Antsanvia durch den nördlichen Büdinger Wald, eine fränkische Altstraße, die von Mainz im Westen bis Eisenach und danach nach Leipzig und Warschau im Osten führte. Der Teil, der durch den Büdinger Wald führt, wird auch Reffenstraße, oder Rechte Kinzigstraße genannt. Sie war 1945 (als die US-Truppen bereits die Gründauer und auch die auf der „Platte“ liegenden Dörfer, nördlich von Wächtersbach, besetzt hatten) noch einmal Schauplatz kriegerischer Ereignisse. Zu dieser Zeit hatte sich ein Teil der aus Finnland über Norwegen zurückgekehrten 9. SS-Gebirgsdivision Nord (als sogenannter wandernder Kessel) bis in den Vogelsberg durchgeschlagen, er überrumpelte am 2. April 1945 (Ostermontag) die schwache US-amerikanische Besatzung von Waldensberg mit dem Ziel, sich von dort aus weiter nach Süden vorzukämpfen, was jedoch durch die von allen Seiten vorrückenden US-Truppen (auch eine Panzerabteilung, die auf der Reffenstraße voran rückte) vereitelt wurde. Waldensberg und ein Teil von Leisenwald „gingen in Flammen auf“.
Bergstraße: Wer von Gelnhausen nach Büdingen wollte, musste bis ca. 1840 eine Altstraße durch den Büdinger Wald, die Bergstraße, benutzen oder über die Dörfer Lieblos, Mittel-Gründau, Vonhausen und Lorbach reisen.
Rennstraße: Sie führt vom Glauberg nach Franken und überquert den Büdinger Wald zwischen Breitenborn und Wächtersbach in der Waldgemarkung von Gettenbach und gewinnt nach Überquerung der Kinzig die Höhe zwischen Orbbach und Aufenau.
Gelnhäuser Straße: Eine weitere Altstraße ist die Gelnhäuser Straße von Gelnhausen über Wittgenborn, Streitberg und Hitzkirchen nach Norden.
Judenschneise: Über diese Schneise sollen früher die jüdischen Einwohner aus Breitenborn in die Synagoge in Gettenbach gekommen sein und auch ihre Verstorbenen auf den dort heute noch vorhandenen jüdischen Friedhof gebracht haben. Diese Tatsache ist aber nicht belegt und wegen des Umwegs wenig wahrscheinlich.
Totenweg: Auf diesem Weg mussten die Bewohner von Haitz und dem Hof Kaltenborn über den Berg und durch Gettenbach ihre Verstorbenen zum Friedhof an der Bergkirche in Niedergründau bringen. Auch zu den Gottesdiensten mussten sie den beschwerlichen und weiten Weg gehen. Als Reformierte (Calvinisten) durften sie nämlich nicht das lutherisch geprägte Gelnhausen passieren.
Dagegen ist die an der Westgrenze des Waldes von Lieblos nach Büdingen führende moderne Kunststraße (Chaussee, die heutige B 457) erst um 1840 gebaut worden. Das Straßenbauprojekt hatte zur Folge, dass auch eine Straße vom Hühnerhof über das Dorf Gettenbach bis zum Eichelkopf (386 m ü. NN) gebaut wurde, weil sich damals dort ein Basaltsteinbruch befand. Dieser Bruch sollte nicht nur das Baumaterial (Schotter, Splitt und Pflastersteine) für die neue Chaussee, sondern auch für den baulichen Unterhalt der Chaussee von Langenselbold nach Gelnhausen in der Tallage des Kinzigtals liefern (über dem Kinzigtal – auf den Höhen nördlich der Kinzig – verlief eine Altstraße, die Via Regia oder des Reiches Straße von (Paris über) Mainz, Frankfurt am Main, nach Leipzig (und weiter nach Breslau und Nowgorod)).

### Stromleitungen
Den Wald durchschneidet eine 1952 errichtete Trasse einer vom Kraftwerk Staudinger kommenden 220 kV-Hochspannungsleitung von Westen ab der Feld-Gemarkung Hain-Gründau der Talaue der Gründau folgend bis an den Ortsrand von Breitenborn und dann nördlich des Dorfes ansteigend bis zur waldfreien Sellenstruth, dann weiter nordöstlich über den Hintersten Vogelkopf und Bubenrain in Richtung Leisenwald und von dort nach Norden.

### Luftverkehrstrassen

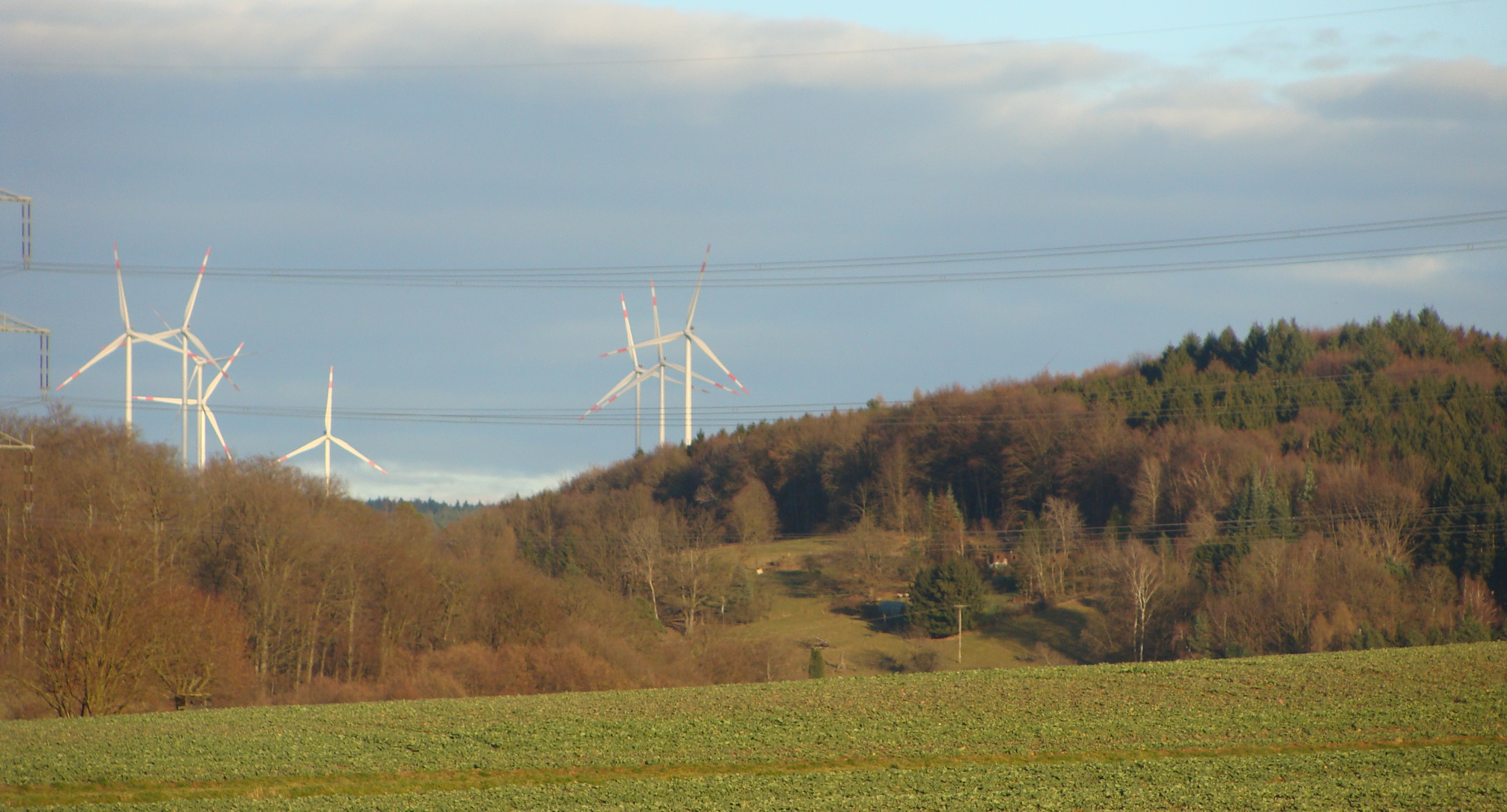
Ca. 200 m hohe Windkraftanlagen im Südosten des Büdinger Waldes an den Vier Fichten aus ca. 4 km Entfernung

Mit dem Wachstum der Rhein-Main Region und ihrem Flughafen Frankfurt Main in der zweiten Hälfte des 20. Jahrhunderts stieg das Luftverkehrsaufkommen stark an. Neue Start- (Startbahn West, Eröffnung 1984) und Landebahnen (Landebahn Nordwest, Eröffnung 2011) steigerten das Aufkommen weiter. Seit Jahrzehnten gibt es Proteste von Bürgern, Gemeinden und Kreisen gegen den Fluglärm tief fliegender Verkehrsflugzeuge (z. B. Stadt Offenbach oder Gemeinden im Kreis Offenbach, Main-Kinzig-Kreis). Die meistgenutzte Flugroute verlief in Ost-West-Richtung über dem Kinzigtal von Gelnhausen über Hanau, Offenbach, Neu-Isenburg zu den Landebahnen. Vor der Inbetriebnahme der Landebahn Nordwest hat die Deutsche Flugsicherung GmbH die Anflugtrassen „optimiert“. Dies führte zu einer lärmintensiven Absenkung der bisherigen Flugtrassen über dem Büdinger Wald im Norden und dem Spessart im Süden, die dann in geringer Höhe zwischen Wächtersbach und Gelnhausen über die Kinzig und Hanau auf die bisherigen Anflugtrassen gelangen. Es gab zahlreiche Proteste von Bürgern und Gemeinden und einer von 40 000 Personen unterschriebenen Petition an den Hessischen Landtag. Der Main-Kinzig-Kreis und zahlreiche Gemeinden haben die Erhebung einer Verwaltungsklage beschlossen.

### Windkraftanlagen
Die 1995 gegründete Firma Renertec, Brachttal errichtete 2013–14 an den Vier Fichten im Südosten des Büdinger Waldes zwölf Windkraftanlagen (WKA); das Unternehmen betreibt (2013) etwa 60 Windkraftanlagen, 42 davon im Main-Kinzig-Kreis. Die Windräder haben eine Nabenhöhe von 140 m und einem Rotordurchmesser von 110 m, also insgesamt 195 m Höhe. Sieben davon stehen in den Gemarkungen von Wächtersbach, fünf in den Gründauer Gemarkungen.
Auf dem in der Nähe der Vier Fichten liegenden Hammelsberg (der höchsten Erhebung in dem Büdinger Wald) darf die Betreiberin Renertec nach der ihr mit Bescheid vom 30. Oktober 2019 vom Regierungspräsidium in Darmstadt erteilten immissionsschutzrechtlichen Genehmigung fünf weitere Windkraftanlagen (WKA) vom Typ Vestas V 150-5,6 MW mit einer Gesamthöhe von 241 m (Nabenhöhe 166 m und Rotordurchmesser 150 m) sowie einer Nennleistung von jeweils 5,6 MW errichten und bis zum 31. Dezember 2049 betreiben. Gleichzeitig ordnete es die sofortige Vollziehung der Genehmigung unter Berufung auf § 80a Absatz 1 Nr. 1 in Verbindung mit § 80 Absatz 2 Nr. 4 der Verwaltungsgerichtsordnung (VwGO), so dass ein Rechtsbehelf gegen den Genehmigungsbescheid keine aufschiebende Wirkung hat.

## Wild
Bis zum 16. Jahrhundert soll es im Büdinger Wald fast nur Rotwild, kaum Rehwild und nur wenig Schwarzwild gegeben haben. Durch Verbindung zu dem Nassauer Grafen Wilhelm, dem späteren Prinzen von Oranien, sollen aus dem Damwildpark von Breda einige Exemplare in den Büdinger Wald gekommen sein. Bis 1848 soll sich das Damwild erheblich vermehrt haben. Rehwild war schon vorher durch Luchse und Wölfe nahezu ausgerottet. Um die mit der Revolution von 1848/49 einhergehende Wilderei einzudämmen, wurde der Büdinger Wald nahezu vollständig eingezäunt und durch Förster, Jäger, Forstläufer und Waldschütze kontrolliert („Die Furcht muss den Wald hüten!“).
Wegen der starken Vermehrung und infolge der „Schälschäden“ (Wildverbiss an jungen Bäumen) wurde das Rotwild ab 1928 planmäßig abgeschossen, was zu einer Vermehrung des Damwilds führte. 1930 wurde Muffelwild (das Europäische Mufflon) eingeführt, was sich bis 1945 gut vermehrte. Die Reste der von den US-Besatzungstruppen nicht erlegten Tiere bildeten bis Mitte der 1980er Jahre einen Bestand von 100 Stück. 1956 wurde am südlichen Rand des Waldes nahe dem Ortsteil Neu-Wirtheim (Gemeinde Biebergemünd) ein Saupark eingerichtet, um den Schwarzwildbestand planmäßig zu vermehren. 1964 richtete die fürstliche Forstverwaltung ein weiteres Wildgehege in Gettenbach (Ortsteil von Gründau) ein, um ungarisches Damwild und südenglisches Rotwild auszuwildern („Tal der weißen Hirsche“), so dass in der zweiten Hälfte des 20. Jh. Rotwild, Damwild und Rehwild im Büdinger Wald heimisch waren. Nach dem Eigentumsübergang von der Adelsfamilie zu Ysenburg und Büdingen 2006 auf eine Forstgesellschaft soll das Muffelwild dezimiert und Jagdgelegenheiten auf Rot- und Damwild verkauft werden.

## Wasser

### Flüsse und Bäche
Relativ mittig über den Büdinger Wald verläuft die Wasserscheide zwischen den beiden Hauptflüssen Nidda und Kinzig, über die alle durchquerenden und entspringenden Bäche und Flüsse zum Main entwässern.
Der in Büdingen das Waldgebiet verlassende Seemenbach fließt in die Nidder, die Nidder in die Nidda, diese bei Frankfurt-Höchst in den Main. Die Bracht und die Gründau fließen in die Kinzig, die bei Hanau-Kesselstadt in den Main mündet. Während die meisten größeren Flüsse und Bäche aus dem Hohen Vogelsberg kommen, entspringt die Gründau im historischen Büdinger Wald und in unmittelbarer Nähe zum gleichnamigen Naturraum. Letztere bildet sich aus mehreren Quellbächen in der Nähe des Weiherhofes bei Wittgenborn (Ortsteil von Wächtersbach), die Hauptader ist der Litterbach, der aus dem Großen Weiher des Weiherhofes kommt und bei Breitenborn (Ortsteil von Gründau) den Waschbach aufnimmt. Er durchfließt ein Wiesental (Flurbezeichnung: Stoppelwiese), heißt ab Hain-Gründau nunmehr Gründau und nimmt, unmittelbar beim Verlassen des Büdinger Waldes, den von links kommenden Gettenbach auf.
Folgende Fließgewässer verlassen den Büdinger Wald (nachfolgend vom Nordwesten aus im Gegenuhrzeigersinn geordnet):
- Laisbach (Nordwestgrenze; zur Nidda)
- Nidder (zur Nidda)
- Bleichenbach (zur Nidda)
- Wolfsbach (zum Seemenbach)
- Kälberbach (zum Seemenbach)
- Seemenbach (zur Nidder) – Nordgrenze des historischen Büdinger Waldes
- Salzbach (zum Seemenbach; Quelle im Büdinger Wald)
- Waschbach (zur Gründau; Mündung bereits im Büdinger Wald)
- Gründau (zur Kinzig)
- Gettenbach (zur Gründau; Quelle mitten im Büdinger Wald, mündet in der Gemarkung des Gründauer Ortsteils Hain-Gründau in die Gründau)
- Katzengraben (Quelle im Büdinger Wald, mündet in der Ortslage von Gettenbach in den Gettenbach)
- Hühnerflüsschen (Quelle im Südwesten des Waldgebietes nahe der Gemarkungsgrenze zum Gründauer Ortsteil Lieblos, fließt aber nach Norden und mündet in der Gemarkung des Gründauer Ortsteils Hain-Gründau in die Gründau)
- Bracht (unmittelbar am Südostrand des Büdinger Waldes zur Kinzig) – Ostgrenze des historischen Büdinger Waldes
- Salz (nur am schmalen Kinzig-Randsaum im äußersten Osten im Naturraum, außerhalb des historischen Büdinger Wald)
- Ulmbach (nur schmaler Randsaum)
- Kinzig (Südost- und Südgrenze des historischen und naturräumlichen Büdinger Waldes)
- Würgebach (Quelle im Waldgebiet des Gelnhäuser Stadtteils Haitz und mündet dort in die Kinzig)

### Grundwasser
Größere öffentliche Aufmerksamkeit haben seit 1970 die unterirdischen Gewässer, das Grundwasser, erlangt. Die Stadt Frankfurt am Main fördert bereits seit 1873 aus 139 Quellen bei Fischborn im Vogelsberg (Ortsteil von Birstein) und 39 Quellen bei Bieber und Kassel im Spessart links der Kinzig (Ortsteile von Biebergemünd) Trinkwasser und leitet das Wasser unterirdisch in der 70 km langen Vogelsbergquellleitung durch das Kinzigtal und nördlich des Mains in den im selben Jahr erbauten Hochbehälter an der Friedberger Landstraße (umgangssprachlich: Wasserpark) in Frankfurt am Main. 1902 errichtete das Frankfurter Wasserförderungsunternehmen im Südosten des Büdinger Waldes am Aspenhainer Kopf einen Wasserbehälter mit Grundwasserpumpwerk für das neue Gewinnungsgebiet bei Wirtheim (Ortsteil von Biebergemünd). Bis zum Beginn des Zweiten Weltkriegs sollen im Gebiet des westlichen Vogelsbergs und hessischen Spessart (ungefähr zwischen Gießen und der hessisch-bayerischen Landesgrenze im Main-Kinzig-Kreis) 60 Wassergewinnungsanlagen gebaut worden sein.
Während die Stadt Frankfurt am Main ihren steigenden Trinkwasserbedarf nach 1945 zunächst aus anderen Quellen deckte, reichten diese nach dem Anwachsen der Bevölkerung im Ballungsraum Frankfurt/Rhein-Main während der 1950er Jahre nicht mehr aus (insgesamt sind im Westen des Vogelsbergs/hessischen Spessarts in den 50er und 60er Jahren weitere 175 Wassergewinnungsanlagen gebaut worden), so dass die obere Wasserbehörde Ende der 1960er und in den 1970er Jahren in ganz Süd- und Mittelhessen neue Wassergewinnungsgebiete auszuweisen versuchte (zwei von fünf dieser Gebiete in Südosthessen lagen im oder am Büdinger Wald: Breitenborn (Ortsteil von Gründau) und Neuenschmidten (Ortsteil von Brachttal)).
Auch in den 1970er Jahren wurden noch 72 Wassergewinnungsanlagen gebaut, zu denen u. a. Anlagen im Gebiet des Büdinger Waldes in Brachttal und Kirchbracht, im Gettenbachtal (Gemeinde Gründau) und im Würgebachtal (Stadt Gelnhausen) gehörten. Dagegen wandten sich sowohl die Gemeinden als auch Umweltverbände insbesondere über zwei Jahrzehnte zwei Bürgerinitiativen unter dem Motto „Frankfurt säuft den Vogelsberg leer“ (Die Fördermenge in Gettenbach entsprach 1989 ungefähr dem Verbrauch des Flughafens Frankfurt, nach der U.S. Army der größte Verbraucher im Bereich der Stadtwerke Frankfurt am Main). Es entstand eine breite Bürgerbewegung, die den Magistrat und die Stadtwerke in Frankfurt am Main zu Einsparungen im Trinkwasserverbrauch veranlasste. Aufgrund einer extrem geringen Grundwasserneubildung in den 1970er Jahren bei gleichzeitig stetig steigender Wasserförderung und stark sinkender Grundwasserpotentiale traten in den Gewinnungsgebieten des Vogelsberges eine Reihe von Problemen auf, zu denen unter anderem Geländesetzungen (auch an Häusern) und das Trockenfallen von Quellen, Feuchtbiotopen und Bächen gehörte. In Brachttal wiesen die im Gemeindegebiet vorhandenen 63 Messstellen durch die Förderung des Wasserverbandes Kinzig in acht Tiefbrunnen gravierende Grundwasserabsenkungen auf (die größte Absenkung betrug 34 m.) Die Förderungsabsichten in Breitenborn wurden nach Probebohrungen aufgegeben und stattdessen in Gettenbach gefördert. Die Quellen des Gettenbachs versiegten 1974 und 1993, nachdem im Rahmen eines genehmigten Pumpversuchs die Fördermenge allein aus den sechs Gettenbacher Tiefbrunnen von 1,2 auf 2,4 Mio. Kubikmetern erhöht worden war. Der Bach fiel trocken, so dass die Feuerwehr versuchte Fische und Krebse mit Wasser aus der Trinkwasserleitung zu retten. Aufgrund dieser Entwicklung förderte man bei einer Reihe anderer fertig erschlossener Wassergewinnungsgebiete kein Grundwasser, Ende der 1980er und Anfang der 1990er Jahre änderte sich die behördliche Wasserpolitik im Sinne einer Gesamtschau der Wasserförderung in Süd- und Mittelhessen (Wasserbilanz) und eines Grundwassermanagements. Das soll Früchte getragen haben, denn die früheren Kritiker sitzen jetzt mit den früheren „Wasserräubern“ an einem Tisch.